# Фіброліт
Фіброліт — будівельний плитний матеріал.
Подібні плити з'явилися в кінці 1920-х років. Фіброліт зазвичай виготовляється зі спеціальних деревних стружок (волокна) і неорганічної в'яжучої речовини. Деревне волокно отримують на спеціальних верстатах у вигляді тонких і вузьких стрічок, тобто виходить не тріска, а довга вузька стружка. В якості в'яжучого використовують портландцемент, рідше — магнезійний цемент.
Деревне волокно спочатку мінералізують розчином хлористого кальцію або рідкого скла або сірчистого глинозему. Після цього деревне волокно змішують з цементом і водою. Будівельні плити формують, використовуючи тиск 0,5 МПа. Після формування їх поміщають для твердіння в пропарювальні камери. Затверділі плити сушать до вологості не більше 20 %.
Є аналогом арболіта.